# (1244) Deira
(1244) Deira est un astéroïde de la ceinture principale découvert le 25 mai 1932 par l'astronome sud-africain Cyril V. Jackson qui le nomma de l'ancien royaume du Deira correspondant à sa région de naissance.

## Historique
Le lieu de découverte, par l'astronome sud-africain Cyril V. Jackson, est Johannesburg (UO).
Sa désignation provisoire, lors de sa découverte le 25 mai 1932, était 1932 KE.